# Kačací štít
Kačací štít leží v hlavním hřebeni Vysokých Tater. Přestože jde o pěkný štít s poměrně krátkými nástupy od jihu, je méně navštěvovaný. Z jedné jeho strany leží pro vysokohorské turisty lákavější a jednodušší Popradský Ľadový štít, z druhé horolezci často obsypaný Batizovský štít s populární jižní stěnou.

## Topografie
Jižní stěna štítu spadá do Batizovské doliny, severní do Kačací doliny. Od Popradského Ľadového štítu na západě ho odděluje Vyšné Kačacie sedlo, od Batizovského štítu na východě Nižné Kačacie sedlo.

## Několik zajímavých výstupů
- 1904 První výstup, polští horolezci K. Bachleda a J. Chmielowski, severním pilířem II a hned i prvosestup jinou cestou v jižní stěně, II.
- 1907 Prvovýstup Z. Klemensiewicz, R. Kordys a A. Znamiecki, západním hřebenem, II, v rámci hřebenovky z Popradského Ledového štítu.
- 1933, 4. srpna, prvovýstup W. Stanisławski, W. Wojnar a A. Wojnisz, Severozápadní stěnou, II. Pro první dva jmenované to byl poslední výstup v životě, o několik hodin později zahynuli na nedalekém Kostolíku.

## Galerie

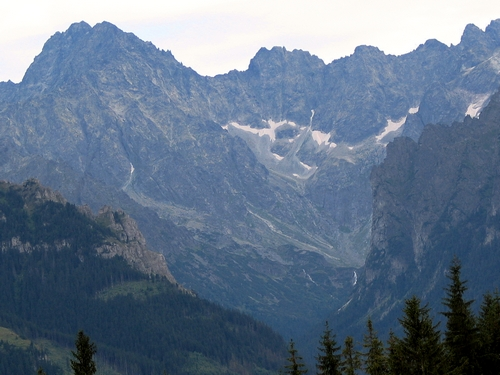
Zleva Gerlach, Batizovský, Kačací, Popradský Ľadový štít a Veža nad Ľadovým plesom(?)
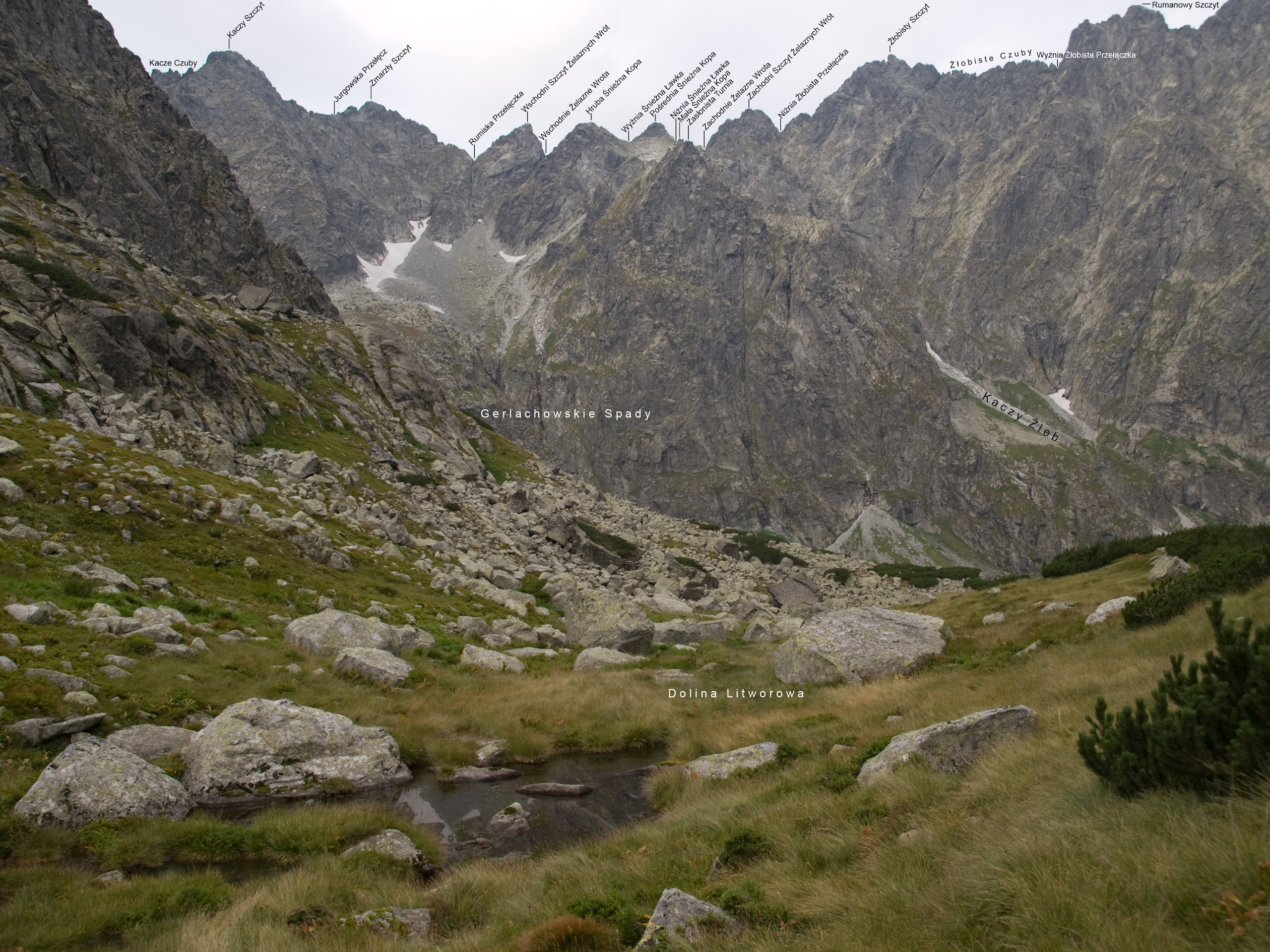
Pohled z Kačací doliny, polské popisy (Kaczy Szczyt).
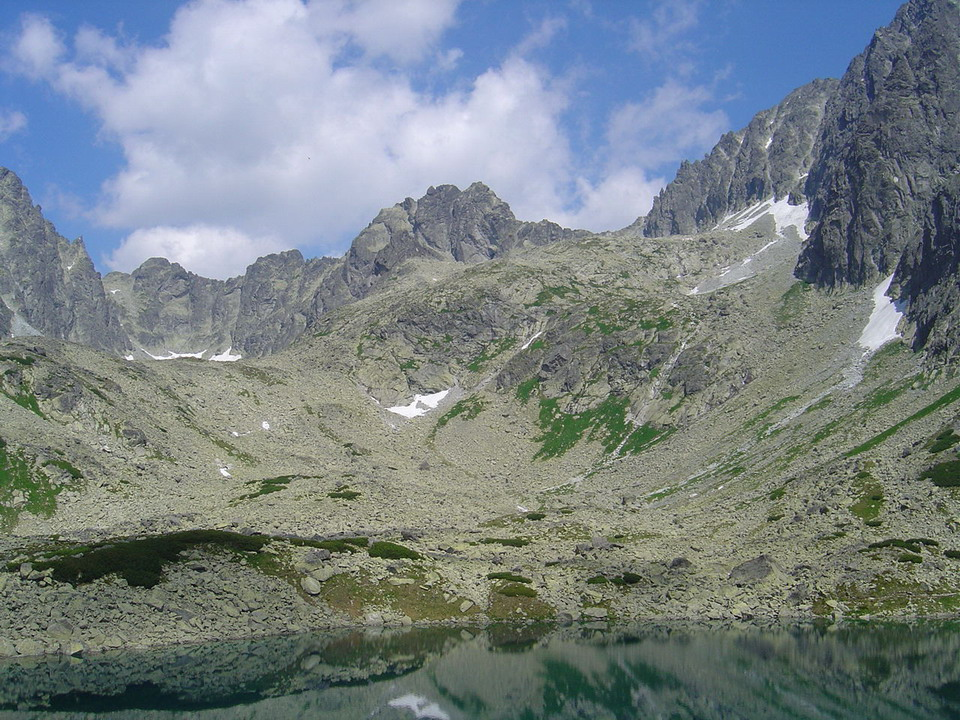
Zleva Popradský Ľadový, Kačací a Batizovský štít.